# Voynuk
I voynuk o voinuk (a volte chiamati voynugan) erano i membri di una privilegiata classe sociale militare ottomana fondata negli anni 1370 o 1380. I voynuk erano sudditi ottomani non musulmani, solitamente slavi, e anche valacchi non slavi esenti da tassazione, provenienti dai Balcani, in particolare dalle regioni della Serbia meridionale, Macedonia, Tessaglia, Bulgaria e Albania e in misura molto minore Bosnia e intorno alla regione del Danubio-Sava. I voynuk appartenevano al sangiaccato (o sanjak) dei Voynuk che non era un'unità territoriale come gli altri sangiaccati ma una separata unità organizzativa dell'Impero ottomano.

## Istituzione
Il termine "voynuk" deriva da "vojnik" che nelle lingue slave meridionali significa "soldato". Questa categoria di cittadini si trovava nella Serbia medievale. Originariamente erano membri della nobiltà balcanica pre-esistente che si unirono agli ottomani nel XIV secolo e che furono autorizzati a mantenere i loro possedimenti perché gli ottomani, durante il primo periodo di espansione, incorporavano regolarmente gruppi militari pre-ottomani, inclusi i voynuk, nel proprio sistema per compiere più facilmente le loro nuove conquiste. La classe sociale dei voynuk fu istituita negli anni 1370 o 1380. La Serbia meridionale, la Macedonia e la Bulgaria erano le aree principali dei gruppi voynuk con alcuni gruppi più piccoli in Bosnia e nell'area del Danubio-Sava.

## Caratteristiche
I voynuk erano cittadini non musulmani esenti da tassazione che prestavano servizio militare in periodi di guerra. L'unica forma di tassazione che pagavano era il 'maktu', un importo forfettario non pro capite addebitato alle comunità voynuk. Durante i periodi di pace vivevano di agricoltura, ovvero coltivazione e allevamento di bestiame. Veniva loro permesso di mantenere i loro 'baştinas' (pezzo ereditabile di terra arabile) e avevano diritto al saccheggio durante la guerra. I voynuk furono una parte importante delle forze ottomane fino al XVI secolo, quando la loro importanza militare iniziò a diminuire a tal punto da perdere il loro status privilegiato, divenendo alla pari delle posizioni delle classi militari musulmane. A causa dei privilegi perduti, molti voynuk iniziarono a sostenere i veneziani o gli Asburgo e a unirsi agli aiduchi. All'inizio del XVIII secolo circa un terzo dei giovani cristiani che vivevano nei pressi dei confini ottomano/cristiani erano membri dei gruppi di fuorilegge.
Inizialmente, il compito principale dei voynuk era quello di proteggere i confini ottomani in Bulgaria e Macedonia, tramite pattugliamenti o incursioni nel territorio nemico. Più tardi, i voynuk divennero truppe ausiliarie che fornivano mezzi di trasporto e cavalli per le forze ottomane durante le loro campagne. Nel XVI secolo c'erano circa 40.000 voynuk in Bulgaria i quali furono registrati come il più grande gruppo militare in quella regione. Durante il XVI e il XVII secolo gli ottomani usavano nei loro documenti il termine voynuk come sinonimo di bulgaro.

## Ranghi
I voynuk avevano una propria gerarchia con i seguenti gradi, a partire dal più alto:
- voynuk sanjak-bey
- voynuk-bey
- ceribaşı
- lagator

I voynuk erano organizzati all'interno del sangiaccato dei Voynuk (in turco Voynugân Sancağı) che non era un'unità amministrativa territoriale come gli altri regolari sangiaccati (o sanjak), ma una delle unità organizzative ottomane dei gruppi militari e sociali. Le più grandi di tali unità erano quelle dei Voynuk, degli Akinci, degli Yürük, dei Rom e dei Vlach.